# Selb
Selb – miasto w Niemczech, w kraju związkowym Bawaria, w rejencji Górna Frankonia, w regionie Oberfranken-Ost, w powiecie Wunsiedel im Fichtelgebirge. Leży pomiędzy Górami Elster a Smreczanami, przy autostradzie A93, drodze B15 i linii kolejowej Hof – Cheb. Ważny ośrodek produkcji ceramiki, w szczególności porcelany.
Najbliżej położone duże miasta: Norymberga ok. 100 km na południowy zachód, Praga – ok. 150 km na południowy wschód i Lipsk – ok. 150 km na północ. Nie zostało zburzone podczas II wojny światowej.
1 kwietnia 2013 do miasta przyłączono dzień wcześniej rozwiązany obszar wolny administracyjnie Selber Forst (17,97 km²) oraz 5,72 km² z obszaru wolnego administracyjnie Hohenberger Forst.

## Zabytki i atrakcje
- Porzellanwelt Selb (pol. Świat porcelany Selb) – muzea i fabryki porcelany i ceramiki w całym mieście
- kamieniołom w dzielnicy Häuselloh
- porcelanowa fontanna na Placu Marcina-Lutra, wykonana w 2003 r., projekt Barbara Flügel
- Kościół parafialny pw. św. Andrzeja (St. Andreas)
- fontanna na placy Gerberplatz
- rokokowy zamek Erkersreuth z 1748

- Noc Sztuki Selb – marzec; od 2001
- Święto Porcelany – od pierwszej soboty sierpnia, jedno z największych na świecie.

## Polityka

### Burmistrzowie
- 1945–1948: Hans Feßl
- 1948–1956: Dr. Franz Bogner
- 1956–1988: Christian Höfer
- 1988–2002: Werner Schürer
- od 2002: Wolfgang Kreil

### Współpraca
Miejscowości partnerskie:
- Francja: Beaucouzé
- Czechy: Pardubice

## Osoby urodzone w Selb
- Manfred Ahne (ur. 1961), hokeista
- Udo Döhler (ur. 1967), hokeista
- Jörg Hanft (ur. 1964), hokeista
- Richard Rogler (ur. 1949), artysta kabaretowy, satyryk
- Peter Schiller (ur. 1957), hokeista

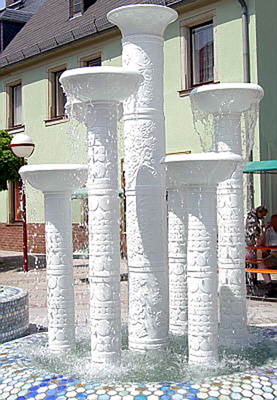
Porcelanowa fontanna